# Porta del Sol (Tiwanaku)

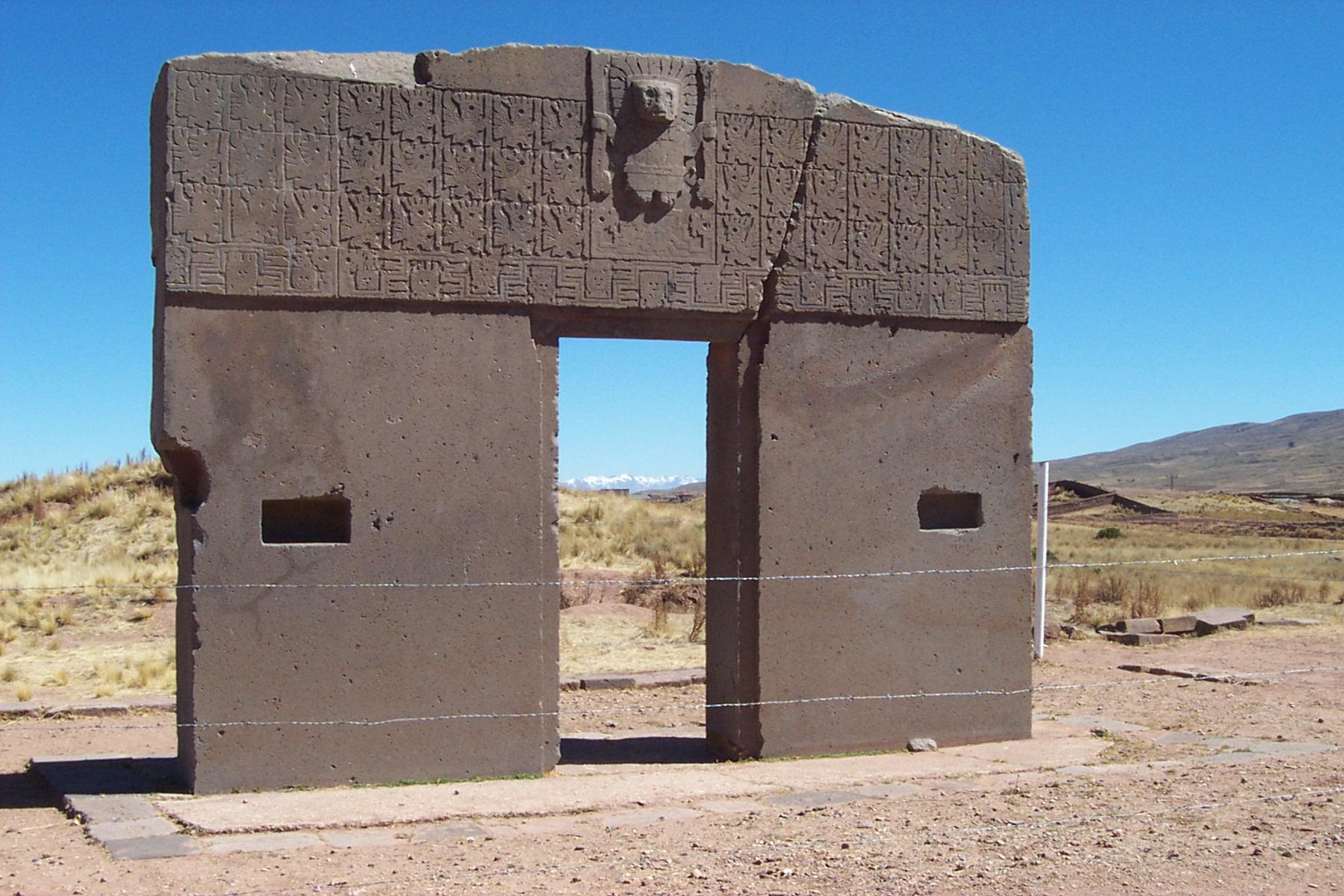
Porta del Sol a Tiwanaku (front)

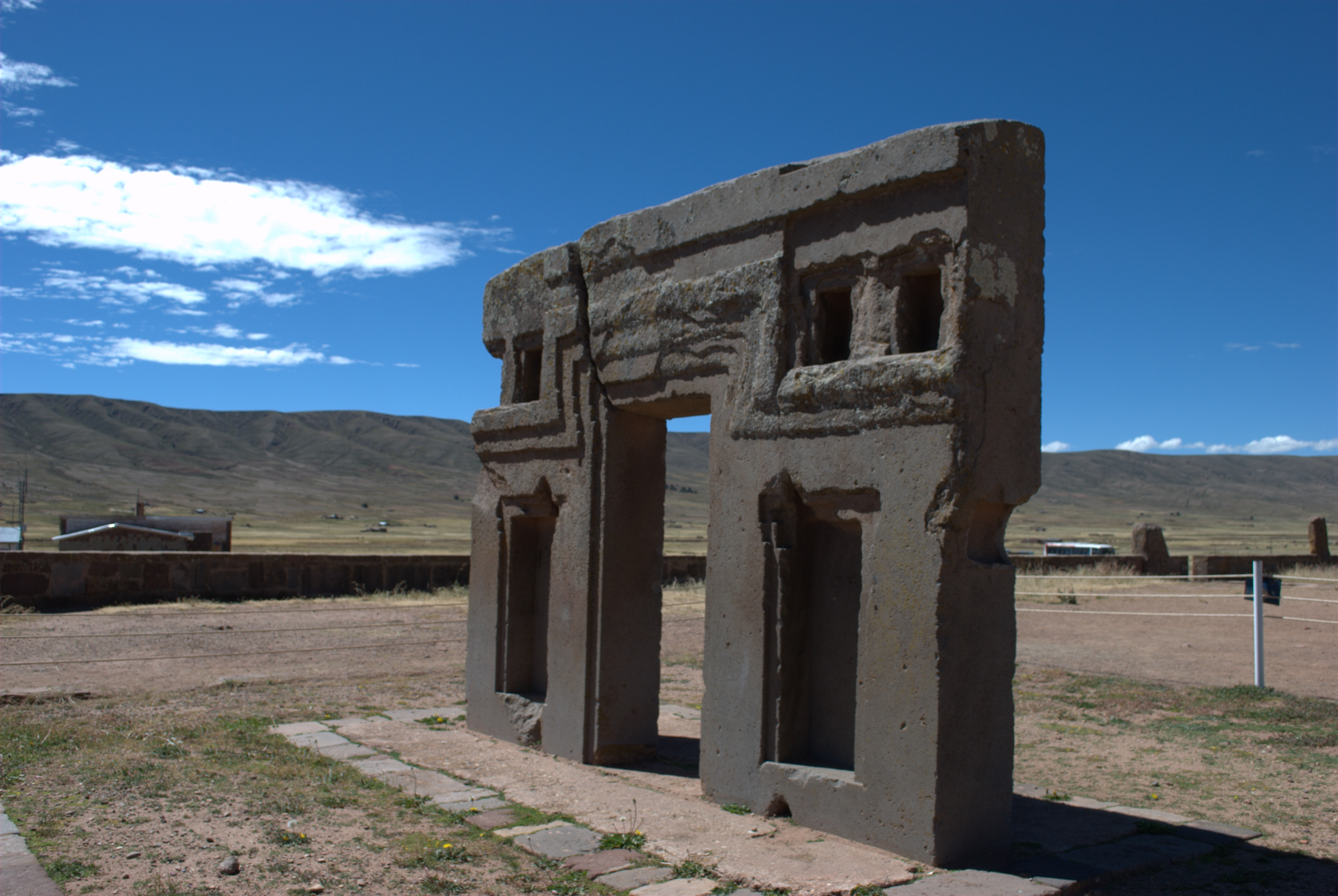
Vista posterior

La Porta del Sol és un monuments preinca. Situada a Tiwanaku, al territori de l'actual Bolívia, és un exemple de l'alt grau de perfecció aconseguit per la cultura precolombina de l'Amèrica del Sud tant per seu bell aspecte artístic com per la simbologia continguda als baixos relleus. Es troba, hui, en territori ocupat pel poble aimara.

## Descripció
El portal treballat en la roca consta d'un únic i imposant bloc d'andesita, que pesa unes 10 o 13 tones, tallat en forma de porta.
Aquest monòlit antigament no era una peça aïllada, sinó que formava part d'un edifici més gran, que devia ser damunt la piràmide d'Akapana, al Kalasasaya, on hi ha diferents peces fetes amb el mateix material d'aquesta porta.

### Dimensions
Fa 2,75 m d'alçada per 3,84 m d'ample, amb un gruix de mig metre.

### Ornamentació
El fris inclou quatre franges horitzontals, al centre de les quals hi ha la figura que s'atribueix al déu Viracocha, amb una grandària major que les altres.

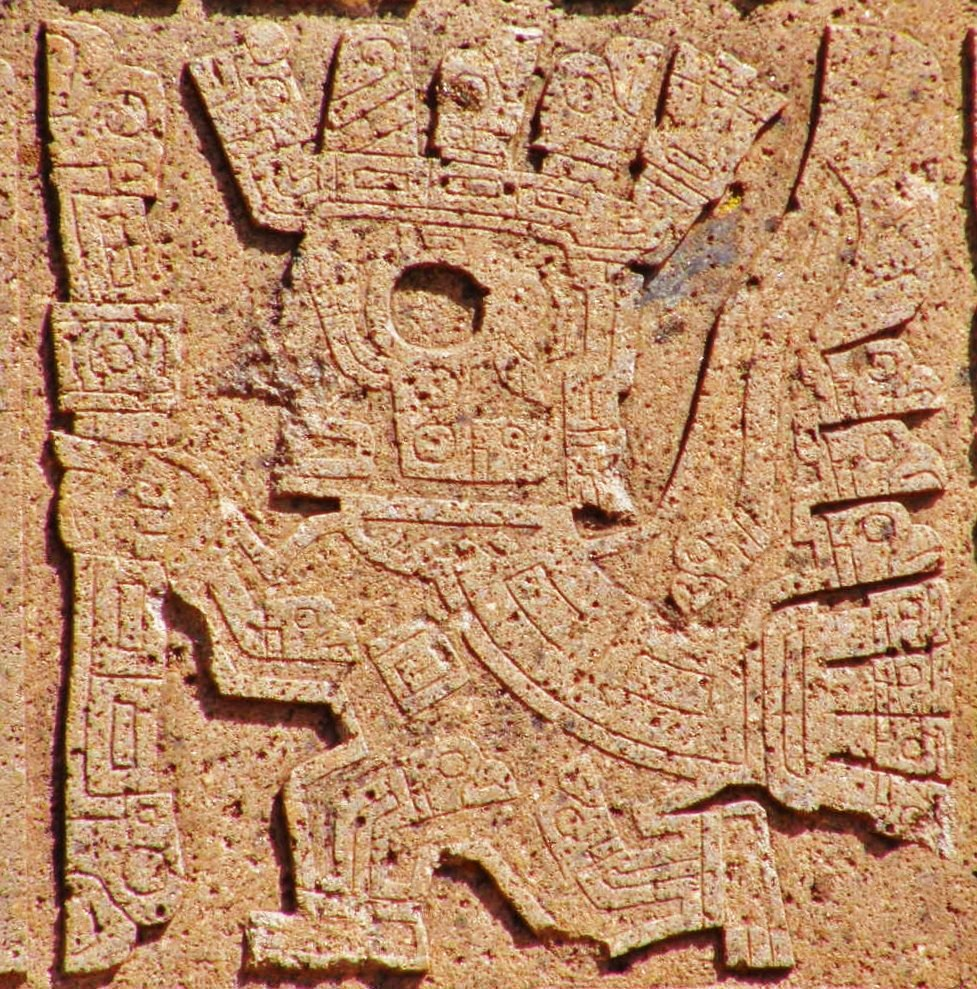
Detall d'ornamentació
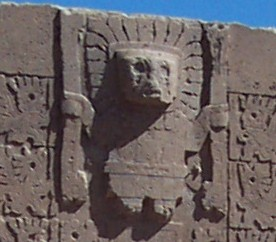
Figura central, possiblement Viracocha
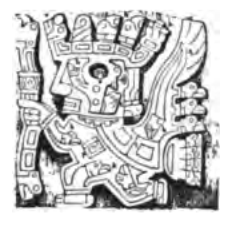
Figura de la primera i tercera fileres
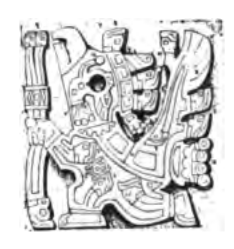
Figura de la segona filera

## Origen i història

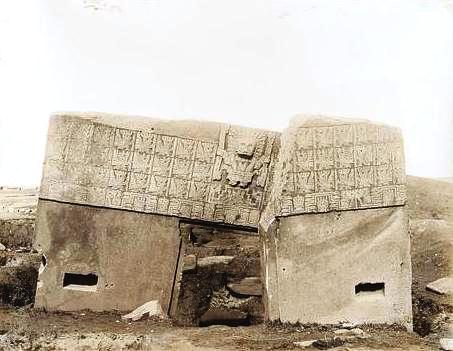
Fotografia d'inici del s. XX

Els estudiosos discrepen sobre la datació d'aquest monument. Per a Maurice Chatelain, la construcció data de 27.000 anys enrere, i es recolza en càlculs astronòmics. Rolf Müller, considerant la posició de la porta i comparant-la amb les modificacions orbitals i d'inclinació de l'eix de la Terra i també amb l'eixida del sol en el passat i en l'actualitat, creu que es remunta a 9.500 anys. Un altre investigador la data en 12.000 anys.
Els vestigis trobats a la vora mostren que l'apogeu de la civilització que la va construir data de l'inici de l'era cristiana; quan va sorgir l'Imperi Inca, al voltant del segle xii, el conjunt de Tiwanaku ja estava en ruïnes; les primeres referències daten de la invasió espanyola; esfondrada i partida, es tornà a alçar a l'inici de la república boliviana i, novament esfondrada, es tornà a aixecar a la primeria del segle xx, de manera que no se'n sap la situació exacta originària perquè la seua situació actual, a prop del temple de Kalasasaya, no té fonts que la corroboren, i podria ser, en comptes d'una porta, un monument exempt.